# Wall of Noise
Wall of Noise je jediné studiové album skupiny Doctor Mix & the Remix, původně vydané v roce 1979 společností Rough Trade Records. Původní verze alba obsahovala celkem sedm písní – coververzí například od skupiny The Velvet Underground či zpěváka Davida Bowieho. Nahráno bylo mezi červencem a srpnem 1979 v Paříži. V roce 2004 byla deska vydána v rozsáhlé reedici, která kromě původních nahrávek obsahovala také B-strany singlů a koncertní nahrávky.

## Seznam skladeb

### Původní vydání (1979)
1. „Out of the Question“ (Russ Serpent, Sky Saxon)
2. „Grey Lagoons“ (Bryan Ferry)
3. „No Fun“ (The Stooges)
4. „Six Dreams“ (Sky Saxon)
5. „I Can't Control Myself“ (Reg Presley)
6. „Supermen“ (David Bowie)
7. „Sister Ray“ (Lou Reed, Sterling Morrison, John Cale, Maureen Tuckerová)

### Reedice (2004)
1. „No Fun“ (singlová verze)
2. „Out of the Question“
3. „Grey Lagoons“
4. „No Fun“ (albová verze)
5. „Six Dreams“
6. „I Can't Control Myself“
7. „Supermen“
8. „Sister Ray“
9. „Anna“
10. „He Was a Man“
11. „Brand New Cadillac“
12. „In the Plastic Motel Bar at the Edge of the Desert“
13. „Ile Déserte“
14. „You Really Got Me“ (koncertní nahrávka)
15. „Hey Joe“ (koncertní nahrávka)
16. „No More Lies (Pretty Baby)“
17. „Heat“